# Neomarica pardina
Neomarica pardina är en irisväxtart som först beskrevs av Pierfelice Ravenna, och fick sitt nu gällande namn av A.Gil. Neomarica pardina ingår i släktet Neomarica och familjen irisväxter. Inga underarter finns listade i Catalogue of Life.